# Xanana Gusmão
José Alexandre (Xanana) Gusmão (Laleia (Manatuto), 20 juni 1946) is een Oost-Timorees politicus en sinds 2023 de huidige premier van Oost-Timor. Eerder was hij al premier van 2007 tot 2015 en president van 2002 tot 2007.

## Levensloop
Gusmão, van oorsprong journalist, koos in 1975 de kant van het verzet tegen de Indonesische inval en annexatie van Oost-Timor. Hij werd leider van de uiterst linkse verzetsbeweging Fretilin en streed vanuit de bergen tegen het Indonesische leger.
Nadat Oost-Timor zich in 2002 onafhankelijk had verklaard, stelde Gusmão zich verkiesbaar voor het presidentschap. Op 17 april dat jaar werd hij uitgeroepen tot winnaar van de verkiezingen: hij had bijna 83 procent van de stemmen gekregen. Zijn enige tegenstander Francisco Xavier do Amaral kwam niet verder dan 17 procent.
Gusmão trad aan op 20 mei 2002. Als president, een vooral ceremonieel ambt in Oost-Timor, ijverde hij voor verzoening met het grote buurland Indonesië. Met dat doel bracht hij dat land een officieel bezoek. In eigen land had hij grote moeite met de regering van het Fretilin onder leiding van Marí Alkatiri. Als president kon hij niet voorkomen dat de voor- en tegenstanders van die regering elkaar in het voorjaar van 2006 naar het leven stonden. Onder hevige druk slaagde Gusmão erin Alkatiri te laten aftreden en José Ramos-Horta tot waarnemend premier te benoemen.
Gusmão stelde zich in 2007 niet herkiesbaar. Op 20 mei van dat jaar werd hij opgevolgd door Ramos-Horta, die de presidentsverkiezingen had gewonnen. Gusmão betrad vervolgens de politieke arena als lijsttrekker van een nieuwe partij: de Congresso Nacional de Reconstrução de Timor (CNRT). Deze won de parlementsverkiezingen. Op 8 augustus 2007 werd Gusmão benoemd tot premier van Oost-Timor, wat erop neerkwam dat hij en Ramos-Horta van plaats hadden gewisseld.
Begin 2008 werd een aanslag gepleegd op Gusmão, maar hij bleef ongedeerd. Ook op Ramos-Horta werd een aanslag gepleegd. Deze raakte daarbij zwaargewond.
Bij de verkiezingen van 2012 werd Gusmão herkozen voor een tweede ambtstermijn als premier. Op 5 februari 2015 diende hij echter het ontslag in van zijn regering. Op 16 februari werd hij opgevolgd als premier door Rui Maria de Araújo. Gusmão bleef evenwel deel van de regering als minister van Planning en Strategische Investeringen. Na de door de CNRT verloren verkiezingen van 2017 trad hij terug als minister. Hij wilde ook ontslag nemen als partijleider, maar dit werd door de partij niet geaccepteerd.
In 2023 leidde Gusmão zijn partij naar een verkiezingsoverwinning, waarna hij een nieuwe regering vormde en opnieuw benoemd werd tot premier.

### Persoonlijk
Gusmão is in juli 2002 getrouwd met de Australische Kirsty Sword.

## Onderscheidingen
In 1999 ontving Gusmão de Sacharovprijs voor de Vrijheid van Denken van het Europees Parlement. De Sacharovprijs is bestemd voor personen en organisaties die zich wijden aan de bescherming van de rechten en fundamentele vrijheden van de mens.
In 2002 werd hij onderscheiden met de Félix Houphouët-Boigny-Vredesprijs van de UNESCO.